# Elizabetes iela (Ryga)

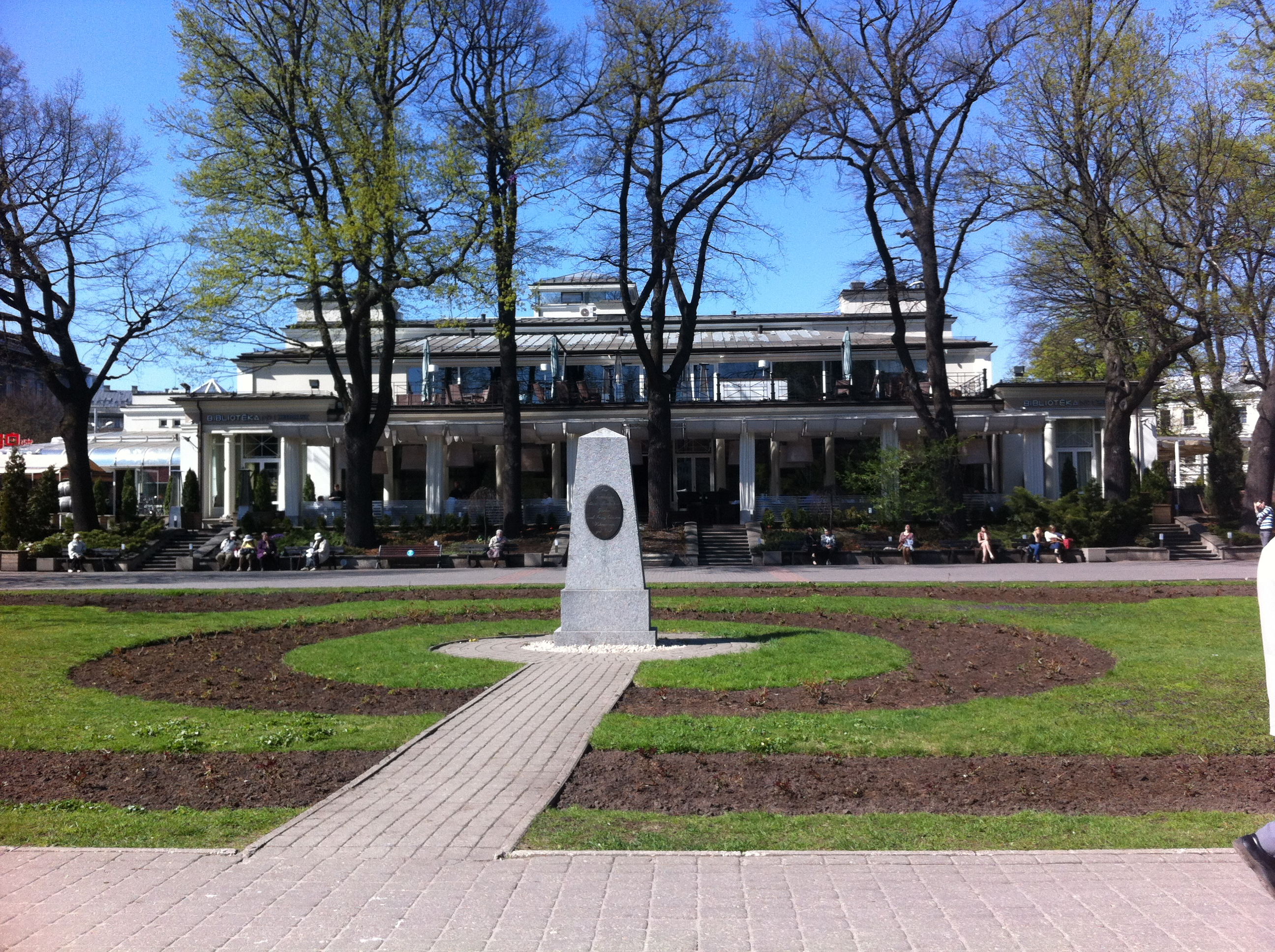
Park Vermanes, przylegający do ulicy

Elizabetes iela (ulica Elżbiety) – ulica w historycznej części Rygi, biegnąca od ryskiego portu do nasypu kolejowego przy centralnym dworcu kolejowym w Rydze.  

## Zarys historii
Ulica została zaplanowana w ramach tworzenia planu zagospodarowania miasta po spaleniu drewnianych budynków na przedmieściach Rygi podczas wojny 1812 r. W ramach tego projektu wytyczono ul. Aleksandrowską (ob. Brīvības iela, ulica Wolności), której nazwa upamiętniała cara Aleksandra I oraz krzyżującą się z nią ul. Jelizawietinską, nazwaną tak na cześć jego małżonki Elżbiety Aleksiejewny. Ul. Jelizawietinska służyła jako linia graniczna między terytorium wolnym od zabudowy (esplanadą), a przedmieściami, gdzie znajdowały się drewniane budynki z sadami i ogrodami. Z czasem na miejscu esplanady zaczęto wznosić budynki publiczne i reprezentacyjne oraz urządzać parki.  
W dwudziestoleciu międzywojennym ulica nadal upamiętniała carycę Elżbietę – nosiła łotewską nazwę Elizabetes iela. W 1940 r., po przyłączeniu Łotwy do ZSRR, ulicę przemianowano na ul. Kirowa. W 1991 r. przywrócono pierwotną nazwę. 

## Zabudowa ulicy

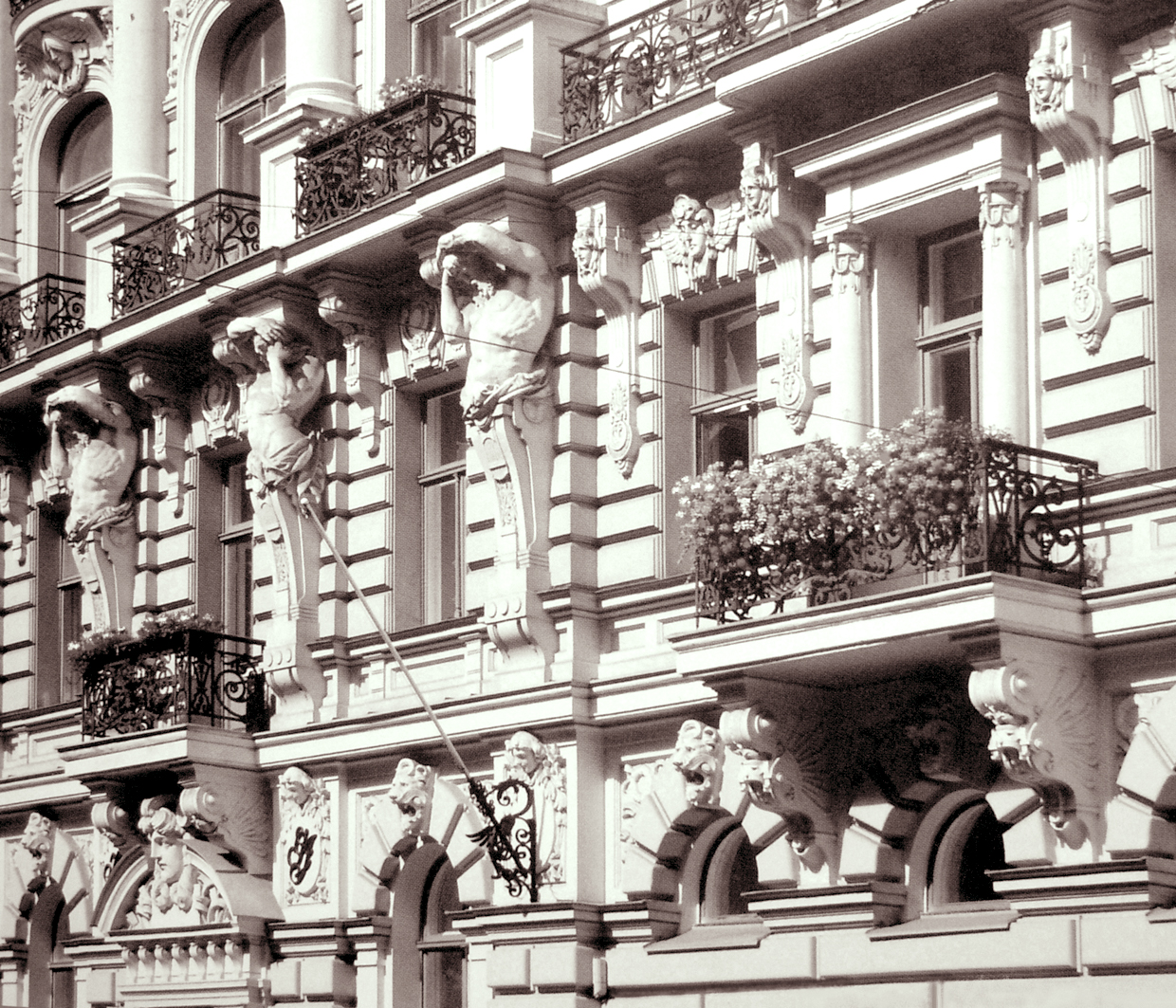
Kamienica pod nr 33

Zabudowa ulicy jest bardzo niejednorodna: znajdują się na niej zarówno dwupiętrowe drewniane budynki, jak i wyższe obiekty kamienne, wzniesione w romantycznym stylu narodowym oraz secesyjnym. Charakter budynków różni się w zależności od odcinka ulicy (na części jej długości zabudowa drewniana była do 1885 r. dozwolona, na pozostałej został zabroniona jeszcze w 1860 r.). Na jej wygląd wpływa również fakt, iż właśnie do niej przylega kilka bulwarów i parków miejskich.  
- Pod numerem 2 znajduje się budynek wzniesiony w 1974 r. dla Komitetu Centralnego Komunistycznej Partii Łotwy.
- Domy nr 4 i 12 zaprojektował Karl Felsko odpowiednio w 1883 i 1897 r.
- Kamienica pod nr 33 została zaprojektowana przez Michaiła Eisensteina, w stylu secesyjnym. Cechą charakterystyczną budynku jest nasycenie elewacji kamienicy symbolami mitologicznymi i bogatym detalem.
- Pod numerem 61 znajduje się budynek kina Splendid Palace wzniesionego w 1923 r. Było to pierwsze kino w krajach bałtyckich, w którym wyświetlano filmy dźwiękowe[1].

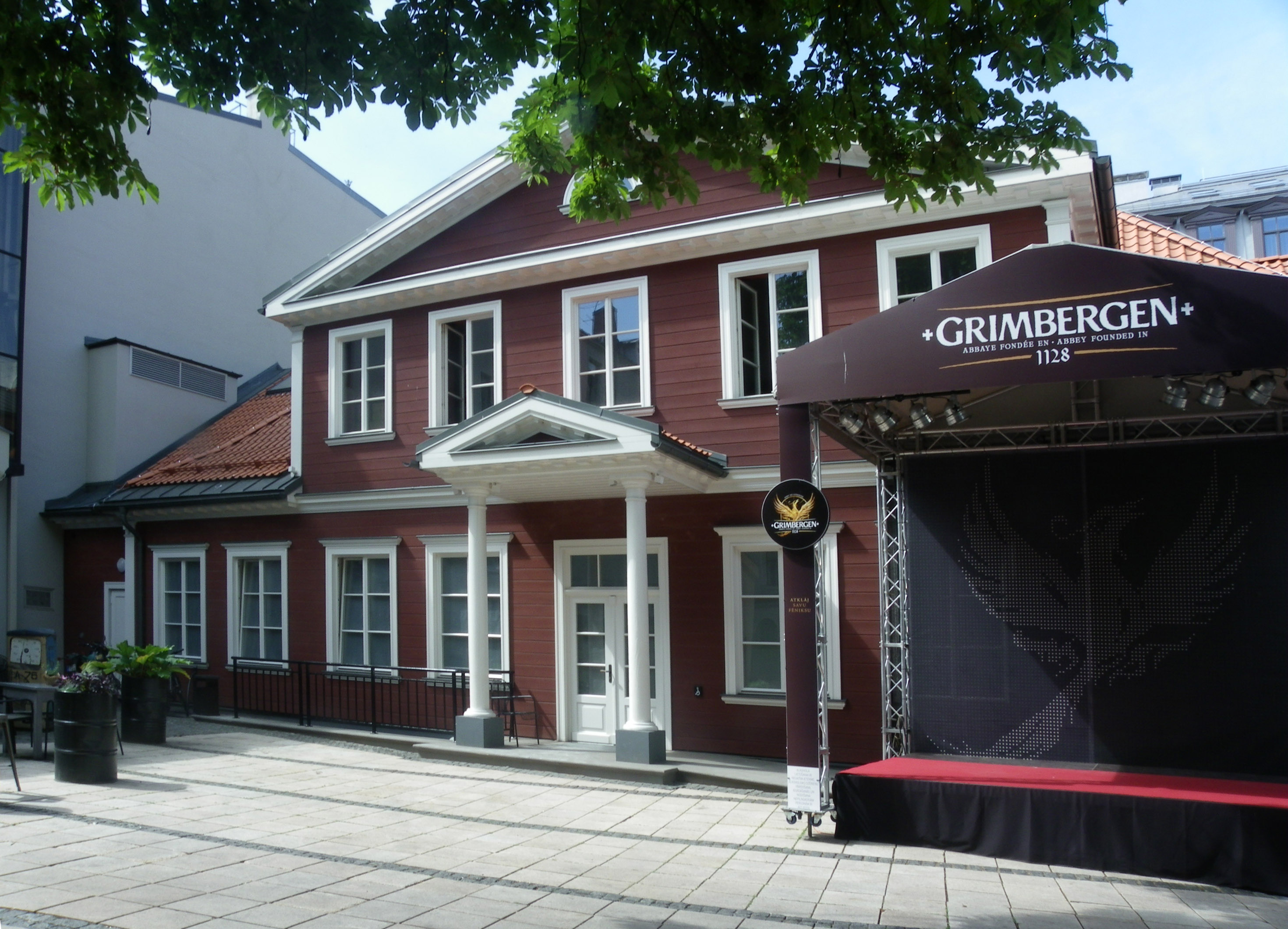
Budynek drewniany pod nr 83

W kamienicy pod numerem 57 swoją pracownię mieli Romans Suta i Aleksandra Beļcova; obecnie znajduje się tam ich muzeum.